# Christian Dünnes
Christian Dünnes (ur. 16 czerwca 1984 w Siegen) – niemiecki siatkarz, grający na pozycji atakującego i środkowego. Wielokrotny reprezentant Niemiec. Od stycznia 2017 roku jest dyrektorem sportowym Niemieckiego Związku Piłki Siatkowej.

## Sukcesy klubowe
Liga niemiecka:
- 2005, 2012, 2014, 2015
- 2004, 2010, 2013

Puchar Top Teams:
- 2006

Puchar CEV:
- 2007

Liga włoska:
- 2009
- 2007

Puchar Niemiec:
- 2013, 2014

Liga Mistrzów:
- 2015